# Glypta mattagamiana
Glypta mattagamiana là một loài tò vò trong họ Ichneumonidae.